# Хила Ривър Арена
„Хила Ривър Арена“ (по-рано: Джобинг.ком Арена и Глендейл Арена) е мултифункционална арена в град Глендейл, щата Аризона, САЩ.
Арената отваря врати през 2003 година и конструкцията ѝ е с бюджет 180 милиона щатски долара, има 17 125 места за хокейни мачове, 18 300 за баскетбол и към 19 000 места за концерти. Дом е на Финикс Койотис от Националната хокейна лига.